# Al the Octopus
Al the Octopus, "Bläckfisken Al", är NHL-laget Detroit Red Wings maskot. Al the Octopus är en lila åttaarmad bläckfisk och figurerar som en attraktion runt Red Wings hemmamatcher i Joe Louis Arena.
Al the Octopus är skapad efter traditionen att kasta in bläckfiskar på isen under Red Wings matcher, en tradition som daterar tillbaka till Stanley Cup-slutspelet 1952.